# 新知島

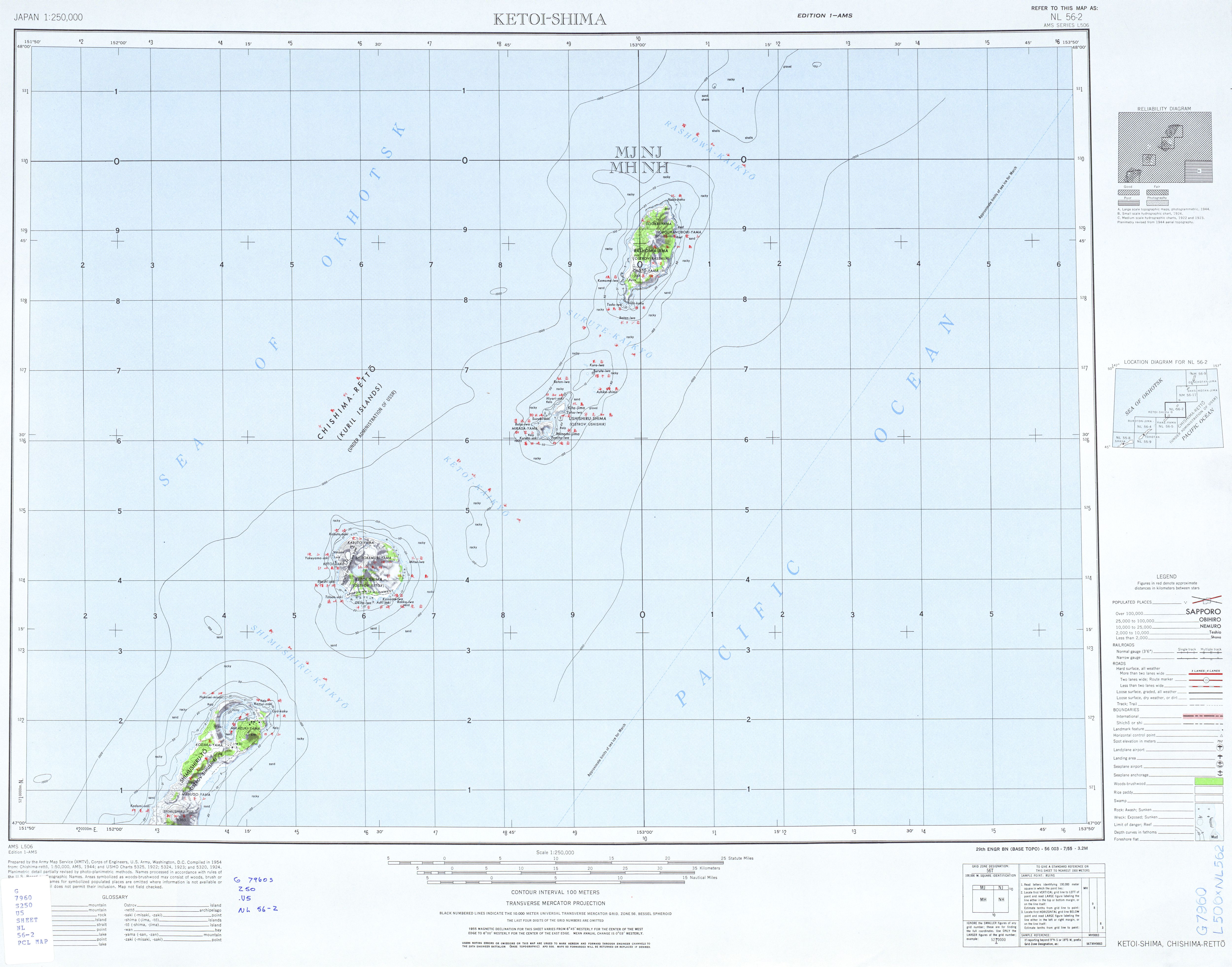
羅処和島・摺手岩・宇志知島・計吐夷島・新知島（1954年＝昭和29年）

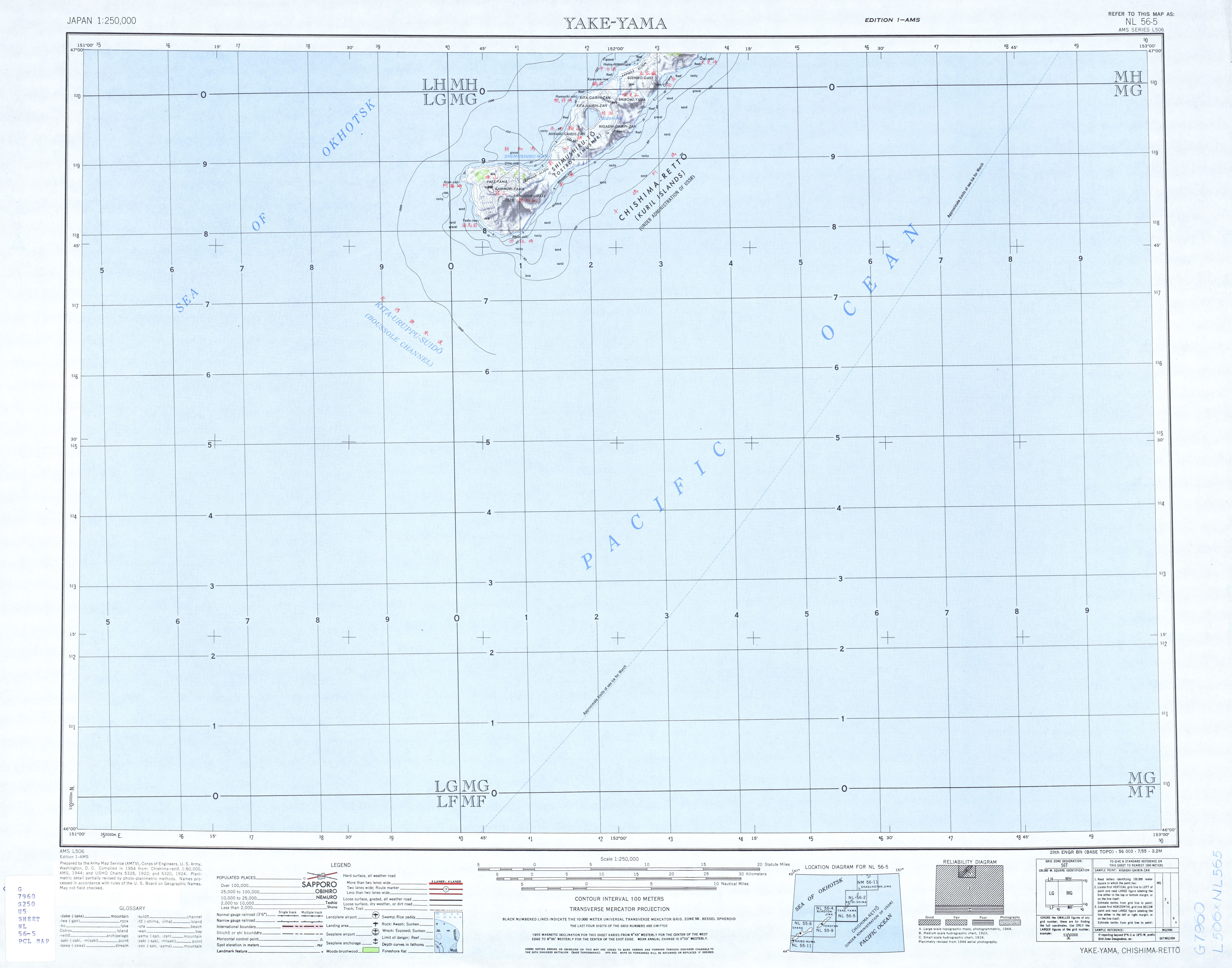
昭和29年の新知島（南部、1954年）

新知島（しむしるとう、しんしるとう）は千島列島の中部にある火山島。ロシア名はシムシル島（о.Симушир）、英語表記はSimushir。
島の名前の由来は、アイヌ語の「シ・モシリ（大きい・島→大きい島）」から。

## 地理
長さは 59 kmで、幅はおよそ 13 kmほど。面積は 227.6 km2。細長い島は個性的な火山の列で構成されている。北東部には幅 7.5 kmの半分海没したカルデラ湖の武魯頓湾（ぶろとんわん、英: Brouton Bay）がある。北側は新知海峡と通じているが、深さは2.5 m程度しかなく、かつて掘削が提唱されたが一度も行われなかった。反対に、湾の中の深さは最大240 mに達する。なお、本島は冬になると北西の風が頻繁に吹くため、武魯頓湾は船舶にとって絶好の避難所になる。

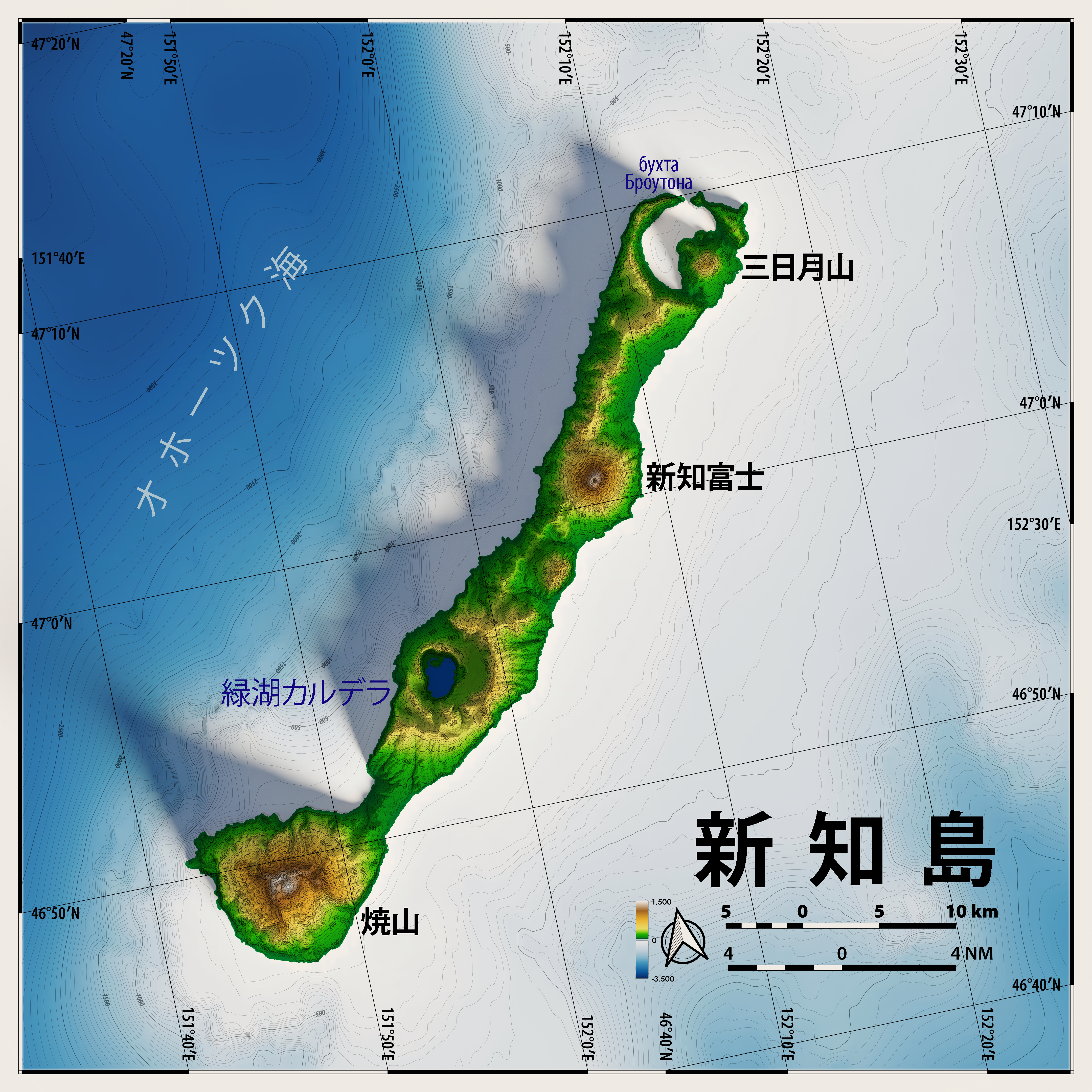
新知島の地図

かつて、ソ連海軍の潜水艦艦隊の秘密基地があった。1987年に建設されたものの、1994年に放棄されている。その潜水艦基地の跡地は今でも衛星写真ではっきり見ることができる。
北から順に次の山が並ぶ。
- 三日月山（みかづきやま、海抜 676 m）

島の北部、武魯頓湾の南寄りに位置する山。
- 新知富士（しむしるふじ、海抜 1,360 m[6]、ロシア名：プレヴォ山 Прево、英名: Prevo）

島の中部に位置し、1825年から25年前後に一度噴火している最も活発な火山。「富士」を冠してあるだけあり、どの位置から見ても美しく見えるのが特徴。
- 緑湖カルデラ（みどりこかるでら、海抜 624 m[7]、ロシア名：ザヴァリツキ・カルデラ Zavaritzki）

島の中南部に位置する三重カルデラで、中央に濃青緑色の水をたたえる緑湖（カルデラ湖）がある。この湖は東西約2 km、南北約3 kmである。南側に温水が湧いているため、冬でも全面が凍結しない。また、かつて北側には陸続きの小島があったとみられる。北半球の年間平均気温は、1831年に起こった火山の大噴火によって約1度低下したと分かってはいたが、2006年発表の論文によると、その火山はこの新知富士であり、気温低下の原因は大量に放出された二酸化硫黄が成層圏に滞留したためと推定された。
- 新知岳（しむしるだけ、海抜 1,540 m[12]、ロシア名：ミリン山 Мильна、英: Milne）

島の西南部に位置する最高峰。1881年、1914年に大噴火があったとされる。
- 焼山（やけやま、海抜 891 m[13]、ロシア名：ゴリアシャイア・ソプカ Goriaschaia Sopka）

島の西南部、新知岳の北西に位置する。複数の火山が合わさった成層火山である。

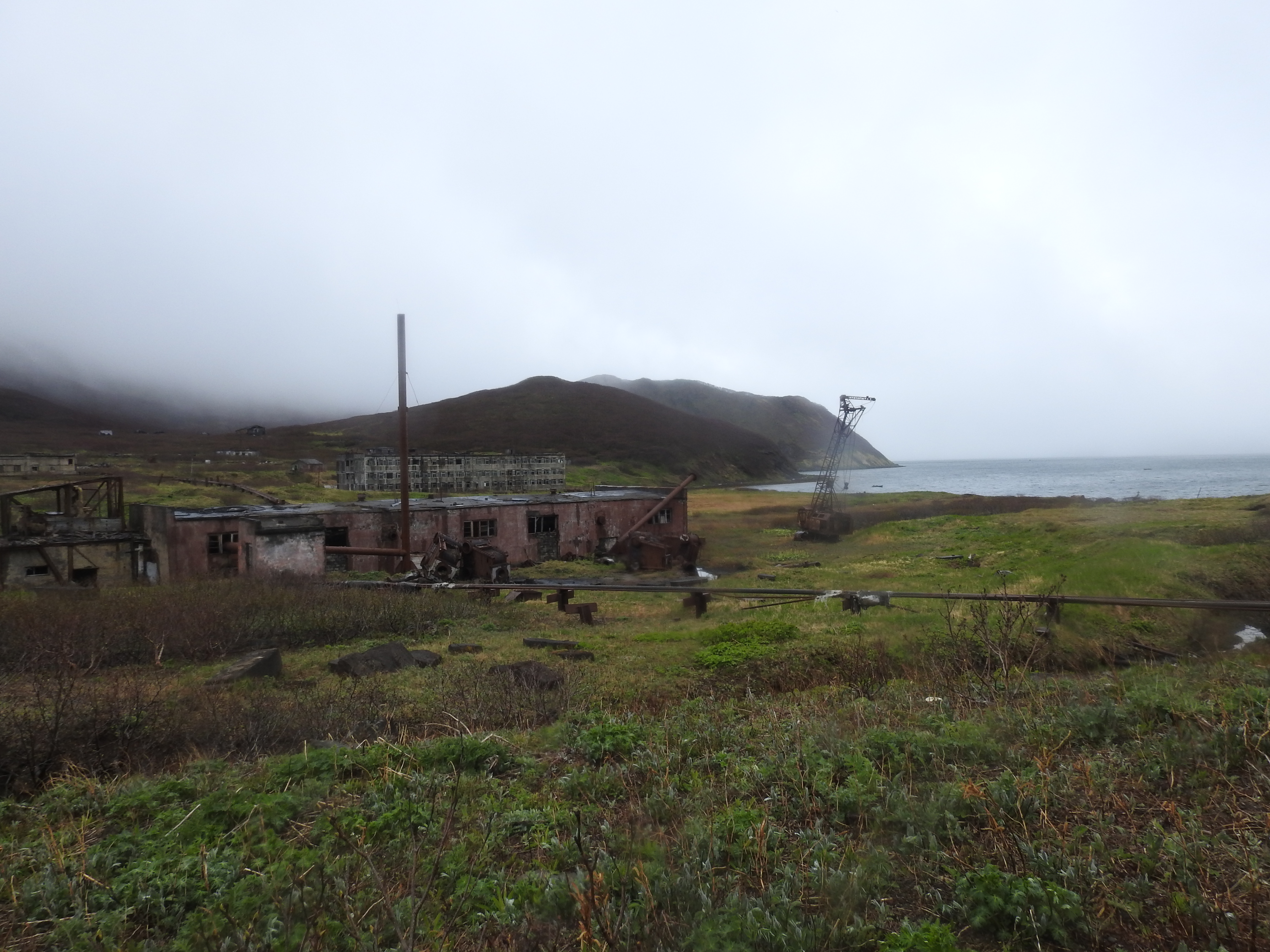
新知島の武魯頓湾に面した、旧ソ連軍基地の廃墟

島のほとんどは針葉樹林に覆われている。国境警備隊が駐屯したが建物は放棄され、現在は無人島である。

## 歴史
- 1633年（寛政10年）、松前蝦夷地のニシン漁の盛衰について松前藩領の古老たちに取材し、自らの見聞を交えた『松前蝦夷地海邉盛衰上書』が上梓される[注釈 3]
- 1644年（正保元年）、「正保御国絵図」が作成された際、幕命により松前藩が提出した自藩領地図には、「クナシリ」「エトロホ」「ウルフ」など39の島々が描かれていた。
- 1715年（正徳5年）、松前藩主は幕府に対し、「北海道本島、樺太、千島列島、勘察加」は松前藩領と報告。
- 1771年、ハンガリー出身の冒険家モーリツ・ベニョヴスキーが、5月29日から6月9日の間滞在。
- 1854年、日米和親条約に基づいて箱館を開港する。
- 1855年（安政元年）2月、松前藩領を除く蝦夷地全域を幕府直轄地とする（蝦夷地第2次幕領期[15]）。追って日露通好条約によりロシア領となる。
- 1875年（明治8年）、樺太・千島交換条約により日本領になる。本島を中心に北海道 (令制)千島国新知郡（現在の北海道根室振興局管内）が制定される。『根室県史草稿』[注釈 4]によるとロシアからの引継時の住民は59名、『明治9年千島三郡取調書』（1876年）[17]ではアレウト人が57名居住とされる。
- 1877年（明治10年）、樺太・千島交換条約の条約附録により、島民はロシア国籍を選択して退去、実質的に無人島になる。

新知島の中心部には新知（しむしる、しんしる）集落に置かれていたが、この集落に定住者はいなかった。また、戦前にはキツネやトナカイが養殖されており、1945年までは捕鯨基地があった。
- 1920年、6月に武魯頓湾で地震発生[18]。
- 1923年には松輪島が噴火[18]。
- 1931年（昭和6年）- 北太平洋航路調査を行っていたチャールズ・リンドバーグ夫妻の機体が新知島#計吐夷島の南東海面に不時着[19]。新知島に常駐していた農林省の船が救援に向かい、武魯頓湾に移動させて修理が行われた[20]。
- 1945年（昭和20年）、8月、ソビエト連合軍が上陸し占領する。しかし、この島は日本からアメリカ東海岸への大圏航空路上に位置しているため、米国はソ連に対し、米軍基地設置を認めるよう要求。しかしスターリンは拒否。日本が降伏した9月2日に出された一般命令第1号により、ソ連占領地とされた。
- 1946年（昭和21年）、GHQ指令により、日本の施政権が正式に停止される。直後に、ソ連が領有を宣言する。
- 1952年（昭和27年）、サンフランシスコ平和条約を結んだ日本は領有権を放棄する[21]が、ソ連は調印しなかった。以後、日本は千島列島の帰属は未確定と主張する[22][23][24][25]。
- 1991年（平成3年）、ソ連が崩壊した後に成立したロシア連邦が実効支配を継承。
- 2002年（平成14年）、ロシアが核燃料の最終処分場を新知島に設ける構想が浮上するが、環境や費用の面から頓挫に終わる。

現在（2024年時点）はロシア連邦の実効支配下にあるが、日本政府は国際法上は帰属未定地であると主張し、解決に向けた取り組みがある。

## その他
1924年から1926年に礼文島に移植したベニギツネがエキノコックス症感染源になった。